# 前田尚紀 (格闘家)
前田 尚紀（まえだ ひさのり、1979年7月5日 - ）は、日本の男性キックボクサー。鹿児島県出身。藤原ジム所属。元全日本キックボクシング連盟フェザー級王者。

## 来歴
2000年1月28日、全日本キックボクシング連盟（AJKF）「全日本フェザー級3Rトーナメント」でデビュー。1回戦で中嶋道隆にKO勝ち。3月16日の2回戦でもKO勝ち。4月27日の準決勝では山本元気に判定負け。
2002年11月17日、全日本フェザー級王座決定戦で竹村健二と対戦し、判定勝ち。王座を獲得した。
2003年3月、J-netフェザー級王者の増田博正にＫＯ負け。
2003年7月、元J-netバンタム級王者の浦林幹にパンチラッシュでＫＯ勝ち。
2003年12月7日、全日本フェザー級タイトルマッチで山本元気と対戦するも、3R右フックでKO負け。王座陥落。
2004年5月、全日本バンタム級王者の平谷法之にダウンを奪われるもボディフックで逆転KOち。
2004年8月、MAスーパーバンタム級王者のラビット関にローキックでKO勝ち。
2005年1月、J-netフェザー級王者の砂田将折に肘で切り裂いてＴKO勝ち。
2005年4月17日、AJKF興行でMJKFフェザー級王者大高一郎と対戦し、2R右ストレートでKO勝ち。
2005年6月、元ＭＡスーパーフェザー級王者のカピラ前沢にKO勝ち。
2005年8月13日、AJKF興行でNJKFフェザー級王者岩井伸洋と対戦し、2R右フックでKO勝ち。
他団体の王者と数多く対戦し勝つ事が多かったので、他団体王者キラーだった。2004年2月～2005年8月まで、8連勝7ＫＯを記録。
2005年10月、カノンスック・フェアテックスにKO負け。2005年12月、TURBOに判定勝ち。
2006年1月4日、全日本スーパーフェザー級王座決定戦で石川直生と対戦。1R終了時に額陥没骨折の疑いでドクターストップ負け。試合後の診察で骨折ではなく打撲と判明した。
2007年3月9日、AJKF「Departure 〜野良犬FINAL〜」で野良犬ファイナルマッチとして小林聡とエキシビションマッチで対戦。
2007年8月25日、AJKFのKick Returnトーナメント1回戦で梶原龍児と対戦。ダウンの奪い合いとなったが、5R左ミドルキック連打でTKO勝ち。10月25日の準決勝では大月晴明と対戦し、判定負け。
2008年1月12日、全日本キックボクシング連盟2007年度年間表彰式が開催され、KO賞を受賞した。
2008年6月、日本人キラーであるワンロップ・ウィラサクレックに肘で切り裂かれTKO負け。2009年1月、米田に判定勝ち。
2009年6月21日、全日本スーパーフェザー級タイトルマッチで王者石川直生に挑戦し、判定ドローで王座獲得ならず。
2009年8月14日、Krushライト級グランプリ2009に出場。1回戦でファイヤー原田にKO勝ちするも、準々決勝で山本元気に判定負け。
2010年1月24日、ニュージャパンキックボクシング連盟で羅紗陀と対戦し、5R終了間際に右フックでダウンを奪われ判定負け。
2010年12月1日、Fujiwara Festival 〜藤原祭り2010〜のメインイベントで駿太と対戦し、5Rに右肘打ちでダウンを奪われ1-2の判定負けを喫した。
2011年8月28日、2011藤原祭り〜夏の陣〜の 第7試合終了後に前田尚紀引退セレモニーが行われ、13年間のキックボクサー人生に終止符をうった。

## 戦績
| キックボクシング 戦績 | キックボクシング 戦績 | キックボクシング 戦績 | キックボクシング 戦績 | キックボクシング 戦績 | キックボクシング 戦績 | キックボクシング 戦績 |
| --------------------- | --------------------- | --------------------- | --------------------- | --------------------- | --------------------- | --------------------- |
| 53 試合               | (T)KO                 | 判定                  | その他                | 引き分け              | 無効試合              |                       |
| 32 勝                 | 21                    | 10                    | 1                     | 3                     | 0                     |                       |
| 18 敗                 | 7                     | 10                    | 1                     | 3                     | 0                     |                       |

| 勝敗 | 対戦相手                              | 試合結果                                  | 大会名 | 開催年月日     |
| ×    | 駿太                                  | 5R終了 判定1-2                            | Fujiwara Festival 〜藤原祭り2010〜                                                                                                | 2010年12月1日  |
| ○    | KING皇兵                              | 3R終了 判定3-0                            | M-1 RAJA BOXING SINGHA BEER ムエタイチャレンジ「NAI KANOMTOM vol.3」                                                              | 2010年9月12日  |
| ×    | TURBO                                 | 5R 2:41 TKO（ドクターストップ：カット）   | M-1 RAJA BOXING SINGHA BEER ムエタイチャレンジ「NAI KANOMTOM vol.2」                                                              | 2010年6月6日   |
| ×    | 末廣智明                              | 3R終了 判定0-3                            | M-1 FAIRTEX SINGHA BEER ムエタイチャレンジ「NAI KANOMTOM vol.1」 【WPMF日本ランキング査定試合】                                   | 2010年3月21日  |
| ×    | 羅紗陀                                | 5R終了 判定0-3                            | ニュージャパンキックボクシング連盟「熱風 零壱」                                                                                   | 2010年1月24日  |
| ○    | 水落洋祐                              | 1R 2:05 KO（3ノックダウン：パンチ連打）   | Fujiwara Festival 〜藤原祭り2009〜                                                                                                | 2009年12月11日 |
| ○    | 上松大輔                              | 2R 2:06 KO（右フック）                    | Krushライト級グランプリ2009 〜決勝戦 Final Round〜                                                                                | 2009年11月2日  |
| ×    | 山本元気                              | 3R終了 判定0-3                            | Krushライト級グランプリ2009 〜開幕戦 Round.2〜【準々決勝】                                                                        | 2009年8月14日  |
| ○    | ファイヤー原田                        | 1R 1:55 KO（2ノックダウン：パンチ）       | Krushライト級グランプリ2009 〜開幕戦 Round.2〜【1回戦】                                                                           | 2009年8月14日  |
| △    | 石川直生                              | 5R終了 判定0-1                            | 全日本キックボクシング連盟「野良犬電撃作戦2009」 【全日本スーパーフェザー級タイトルマッチ】                                       | 2009年6月21日  |
| ○    | 米田貴志                              | 5R終了 判定2-0                            | ニュージャパンキックボクシング連盟「ROAD TO REAL KING I」                                                                         | 2009年1月25日  |
| ○    | ソルデティグレ・ヨースケ              | 3R終了 判定3-0                            | 全日本キックボクシング連盟「Fujiwara Festival 〜藤原祭り2008〜」                                                                  | 2008年12月5日  |
| ×    | 白濱卓哉                              | 3R終了 判定0-3                            | 全日本キックボクシング連盟「Reverse×Rebirth」 【ライト級王座決定トーナメント 準決勝】                                             | 2008年7月26日  |
| ×    | ワンロップ・ウィラサクレック          | 1R 2:54 TKO（タオル投入）                 | M-1 FAIRTEX SINGHA BEER ムエタイチャレンジ 「Legend of elbows 2008 〜MIND〜」                                                     | 2008年6月8日   |
| △    | ルンラウィー・サシプラパージム        | 5R終了 判定0-1                            | 全日本キックボクシング連盟「Kick On!」                                                                                            | 2008年3月20日  |
| △    | 藤原あらし                            | 5R終了 判定1-1                            | 全日本キックボクシング連盟「Fujiwara Festival 〜藤原祭り2007〜」                                                                  | 2007年12月7日  |
| ×    | 大月晴明                              | 3R終了 判定0-3                            | 全日本キックボクシング連盟 「浪漫」 Kick Return Kickboxer of the best 60 Tournament 〜決勝戦〜 【Kick Returnトーナメント 準決勝】 | 2007年10月25日 |
| ○    | 梶原龍児                              | 5R 2:40 KO（左ミドルキック）              | 全日本キックボクシング連盟 「浪漫」 Kick Return Kickboxer of the best 60 Tournament 〜開幕戦〜 【Kick Returnトーナメント 1回戦】  | 2007年8月25日  |
| ○    | モンコントーン・ポンソンクラーム      | 1R 2:12 TKO                               | スッグ・ジャルムアン | 2007年6月17日  |
| ○    | 赤羽秀一                              | 2R終了時 TKO（右目尻のカット）            | 全日本キックボクシング連盟「New Deal」                                                                                            | 2007年4月15日  |
| ○    | 遠藤智史                              | 3R終了 判定2-0                            | 全日本キックボクシング連盟「Fujiwara Festival 〜藤原祭り2006〜」                                                                  | 2006年12月8日  |
| ○    | ラスカル・タカ                        | 3R+延長R終了 判定3-0                      | 全日本キックボクシング連盟「CUB☆KICK'S-2」                                                                                        | 2006年4月16日  |
| ×    | 石川直生                              | 1R終了時 TKO（額陥没骨折の疑い）          | 全日本キックボクシング連盟「New Year Kick Festival 2006」 【全日本スーパーフェザー級王座決定戦】                                  | 2006年1月4日   |
| ○    | TURBΦ                                 | 3R終了 判定3-0                            | 全日本キックボクシング連盟 「Fujiwara Festival 〜藤原祭り2005〜」 【全日本スーパーフェザー級王座決定トーナメント 準決勝】         | 2005年12月5日  |
| ×    | カノンスック・フェアテックス          | 2R 1:22 KO（3ノックダウン：右フック）     | 全日本キックボクシング連盟 「SWORD FIGHT」                                                                                        | 2005年10月16日 |
| ○    | 岩井伸洋                              | 2R 2:31 KO（右フック）                    | 全日本キックボクシング連盟「CROSS FIRE」                                                                                          | 2005年8月13日  |
| ○    | 前沢カピラ義徳                        | 2R 0:45 KO（3ノックダウン：右ローキック） | 全日本キックボクシング連盟「EVOLUTION」                                                                                           | 2005年6月12日  |
| ○    | 大高一郎                              | 2R 1:57 KO（右ストレート）                | 全日本キックボクシング連盟「NEVER GIVE UP」                                                                                       | 2005年4月17日  |
| ○    | 砂田将祈                              | 5R 1:20 TKO（眉間カット）                 | J-NETWORK「GO! GO! J-NET '05 -volcano-」                                                                                          | 2005年1月21日  |
| ○    | ラジャサクレック・ソー・ワラピン      | 3R終了 判定3-0                            | 全日本キックボクシング連盟「Fujiwara Festival 〜藤原祭り2004〜」                                                                  | 2004年12月5日  |
| ○    | ラビット関                            | 1R 2:31 KO（3ノックダウン：右ローキック） | 全日本キックボクシング連盟「SUPER FIGHT 〜LIGHTNING〜」                                                                           | 2004年8月22日  |
| ○    | 平谷法之                              | 3R 2:48 KO（左ボディブロー）              | 全日本キックボクシング連盟「Fire Wire」                                                                                           | 2004年5月16日  |
| ○    | モハメッド・ボヤ                      | 3R KO（ハイキック）                       | RISING SUN（オランダ） | 2004年2月28日  |
| ×    | 山本元気                              | 3R 0:47 KO（右フック）                    | 全日本キックボクシング連盟「Fujiwara Festival 〜藤原祭り〜」 【全日本フェザー級タイトルマッチ】                                   | 2003年12月7日  |
| ×    | レームペット・13リアンリゾート        | 5R終了 判定0-3                            | 全日本キックボクシング連盟「HURRICANE BLOW」                                                                                      | 2003年8月17日  |
| ○    | 浦林幹                                | 2R 2:39 KO（3ノックダウン：パンチ連打）   | 全日本キックボクシング連盟「DEAD HEAT」                                                                                           | 2003年6月20日  |
| ×    | 増田博正                              | 1R 0:19 KO（左フック）                    | 全日本キックボクシング連盟 「全日本ライト級最強決定トーナメント」                                                                 | 2003年3月8日   |
| ×    | テープニミット・ソー.ヂットパッタナー | 5R終了 判定0-3                            | TOYOTAタイランド・ムエマラソン 140ポンド・トーナメント                                                                            | 2002年12月14日 |
| ○    | 竹村健二                              | 5R終了 判定2-0                            | 全日本キックボクシング連盟「BACK FROM HELL-I」 【全日本フェザー級王座決定戦】                                                     | 2002年11月17日 |
| ○    | 石川直生                              | 3R 2:54 KO（パンチ連打）                  | 全日本キックボクシング連盟「GOLDEN TRIGGER」 【全日本フェザー級王座決定トーナメント 準決勝】                                      | 2002年9月6日   |
| ○    | 遠藤慎介                              | 1R 1:55 KO（フック連打）                  | 全日本キックボクシング連盟「Who's Next 02」                                                                                       | 2002年6月16日  |
| ○    | 石川直生                              | 不戦勝（負傷）                            | 全日本キックボクシング連盟「OVER the EDGE」                                                                                       | 2002年3月17日  |
| ×    | 大宮司進                              | 5R終了 判定0-2                            | 全日本キックボクシング連盟「BULLET」                                                                                              | 2001年12月9日  |
| ×    | 竹村健二                              | 1R 0:29 反則（倒れた相手への蹴り）        | 全日本キックボクシング連盟「BLAZE UP」                                                                                            | 2001年7月22日  |
| ○    | 加門政志                              | 1R 2:46 KO                                | 全日本キックボクシング連盟「KICKBOXING "DOG FIGHT"」                                                                              | 2001年6月10日  |
| ○    | ソウル・タイガー・ハン                | 4R 1:46 KO（タオル投入）                  | 全日本キックボクシング連盟「CROSS FIRE-I」                                                                                        | 2001年3月16日  |
| ○    | 加門政志                              | 3R終了 判定2-0                            | 全日本キックボクシング連盟「THE CHAMPIONSHIP」 【フレッシュマンファイト】                                                         | 2001年1月4日   |
| ○    | 前原康男                              | 3R終了 判定3-0                            | 全日本キックボクシング連盟「YOUNG-GUN III」                                                                                       | 2000年11月3日  |
| ×    | 大月晴明                              | 1R 2:05 KO                                | 全日本キックボクシング連盟「LEGEND-VII」                                                                                          | 2000年7月30日  |
| ○    | 嵐田茂                                | 3R 1:33 KO                                | 全日本キックボクシング連盟「YOUNG-GUN II」                                                                                        | 2000年6月18日  |
| ×    | 山本元気                              | 3R終了 判定0-3                            | 全日本キックボクシング連盟「LEGEND-IV」 【全日本フェザー級3Rトーナメント 準決勝】                                                 | 2000年4月27日  |
| ○    | 神一機                                | 1R 1:36 KO（3ノックダウン：フック）       | 全日本キックボクシング連盟「LEGEND-III」 【全日本フェザー級3Rトーナメント 準々決勝】                                              | 2000年3月16日  |
| ○    | 中嶋道隆                              | 2R 1:04 KO（右フック）                    | 全日本キックボクシング連盟「YOUNG GUN」 【全日本フェザー級3Rトーナメント 1回戦】                                                  | 2000年1月28日  |

## 獲得タイトル
- 第20代全日本キックボクシング連盟フェザー級王座